# 中寮里 (臺南市)
中寮里，中華民國臺南市七股區的一個里，北以大寮排水與頂山里為界，東與篤加里、玉成里為界，西與鹽埕里為界，南以龍山里為界，面積4.5平方公里。

台南市七股區中寮里

## 機關
- 台南市政府警察局佳里分局中鹽派出所[2]

## 主要幹道

### 市道
- 市道176號

### 鄉道
- 南25線
- 南34-1線

## 主要聚落
- 中寮仔
- 沙崙寮仔